# Mikado Yuta
Yuta Mikado (sinh ngày 26 tháng 12 năm 1986) là một cầu thủ bóng đá người Nhật Bản.

## Sự nghiệp câu lạc bộ
Yuta Mikado đã từng chơi cho Albirex Niigata và Yokohama F. Marinos.